# Edward Chilton
Sir Charles Edward Chilton, KBE, CB (* 1. November 1906; † 4. August 1992) war ein britischer Offizier der Royal Air Force, der als Generalleutnant (Air Marshal) zwischen 1959 und 1962 Oberkommandierender des Küstenkommandos (RAF Coastal Command) war. Für eine NATO-Hymne schlug er 1960 eine kombinierte Hymnik aller 15 damaligen Mitgliedsstaaten vor. 

## Leben

### Offiziersausbildung, Navigator und Zweiter Weltkrieg
Charles Edward Chilton, Sohn von J. C. Chilton, begann nach dem Besuch der Portsmouth Grammar School 1924 als Flight Cadet eine Offiziersausbildung in der B-Squadron des Royal Air Force College Cranwell. Nach deren Abschluss wurde er am 30. Juli 1926 Leutnant (Pilot Officer) und besuchte ab dem 14. September 1926 einen Lehrgang für Flugbootpiloten auf dem Militärflugplatz RAF Calshot. Nach dessen Abschluss wurde er am 17. Mai 1927 Pilot beim Flugboot-Entwicklungsschwarm (Flying Boat Development Flight), eine Einheit der Versuchsanstalt für Seeflugzeuge MAEE (Marine Aircraft Experimental Establishment), und wurde in dieser Zeit am 30. Januar 1928 zum Oberleutnant (Flying Officer) befördert. In dieser Zeit besuchte er am 12. Januar 1931 den 12. Speziallehrgang für Navigation des Stützpunkts RAF Calshot und wurde am 28. September 1931 Navigationsoffizier der No. 209 Squadron RAF, wo er am 1. September 1932 auch zum Hauptmann befördert wurde. Am 6. Februar 1934 wechselte er als Navigationsoffizier zur Zentralen Flugschule CFS (Central Flying School) und wurde am 11. April 1935 zu einem Austausch zur südafrikanischen Luftwaffe SAAF (South African Air Force) abgeordnet.
Nach seiner Rückkehr wurde Chilton am 25. Mai 1937 Navigationsoffizier im Stab des Bomberkommandos (RAF Bomber Command) und erhielt dort eine Woche später am 1. Juni 1937 seine Beförderung zum Major (Squadron Leader). Nach Beginn des Zweiten Weltkrieges wechselte er am 15. Januar 1940 als Referent in das Referat Operative Anforderungen (Directorate of Operational Requirements) in den Luftwaffenstab sowie im Anschluss am 19. November 1941 als Chef-Navigationsoffizier in das Flugausbildungskommando (RAF Flying Training Command), in dessen Stab er ab dem 19. Januar 1942 eingesetzt war. Nach seiner Beförderung zum Oberstleutnant (Wing Commander) am 1. Juni 1943 wurde er Kommandeur (Commanding Officer) des Luftwaffenstützpunktes RAF Chivenor. Danach wurde er am 2. März 1944 Stabsoffizier im Hauptquartier der No. 19 Group RAF und wurde am 1. Januar 1945 Commander des Order of the British Empire (CBE). Kurz vor Kriegsende wechselte er am 28. Februar 1945 als Assistierender Verwaltungsoffizier (Assistant Air Officer in charge of Administration) im Hauptquartier des Luftkommandos Südostasien ACSEA (Air Command South-East Asia). 

### Nachkriegszeit und Aufstieg zumAir Marshal
Am 1. Januar 1946 übernahm Edward Chilton die Funktion als Kommandeur AOC (Air Officer Commanding) der Luftstreitkräfte in Ceylon (Air Headquarters Ceylon) und wurde als solcher am 1. Oktober 1946 zum Oberst (Group Captain) befördert. 1947 gehörte er zu den Gründungsmitglieder des Royal Institute of Navigation (RNI), dessen Vizepräsident er erstmals zwischen 1949 und 1951 war. Nach seiner Rückkehr war er im Luftwaffenstab zwischen dem 1. April 1949 und September 1950 Leiter des Referats Personaldienstleistungen (Director of Personal Services). In dieser Funktion erfolgte am 1. Juli 1950 seine Beförderung zum Brigadegeneral (Air Commodore). Am 1. Januar 1951 wurde er zudem Companion des Order of the Bath (CB). Nachdem er 1951 das Imperial Defence College (IDC) in London besucht hatte, fungierte er zwischen dem 8. Februar 1952 und dem 22. September 1953 als Kommandant des Luftwaffenstützpunktes RAF Gibraltar sowie im Anschluss vom 22. September 1953 bis zum 1. März 1955 als Assistierender Chef des Luftwaffenstabes für Grundsatzpolitik (Assistant Chief of the Air Staff (Policy)). Er wurde in dieser Zeit am 1. Januar 1954 zum Generalmajor (Air Vice-Marshal) befördert und übernahm zwischen dem 1. Januar 1955 und dem 28. Oktober 1957 die Funktion als Leitender Luftwaffenstabsoffizier SASO (Senior Air Staff Officer) des Küstenkommandos (RAF Coastal Command). Daneben war er zeitgleich zwischen Leitender Luftwaffenstabsoffizier für den Ostatlantik im Alliierten NATO-Kommando Ärmelkanal (Senior Air Staff Officer, Eastern Atlantic Area, Allied Command Channel).
Chilton wurde am 28. Oktober 1957 Kommandeur der britischen Luftstreitkräfte in Malta (Air Officer Commanding, Air Headquarters Malta) und bekleidete als solcher zugleich bis Mai 1959 den Posten als stellvertretender Oberkommandierender (Luftstreitkräfte) der Alliierten NATO-Streitkräfte im Mittelmeerraum AFMED (Deputy Commander-in-Chief (Air), Allied Forces Mediterranean). Als solcher wurde er am 1. Januar 1959 zum Knight Commander des Order of the British Empire (KBE) geschlagen, so dass er fortan den Namenszusatz „Sir“ führte. Zuletzt wurde er am 1. Juni 1959 Nachfolger von Air Marshal Brian Reynolds als Oberkommandierender des Küstenkommandos (Air Officer Commanding-in-Chief, RAF Coastal Command) ab. Diesen Posten hatte er bis August 1962 inne, woraufhin am 10. August 1962 Air Marshal Anthony Selway seine dortige Nachfolge antrat. In Personalunion war er zwischen Juni 1959 bis August 1962 Kommandeur der Seeluftstreitkräfte im Ostatlantik sowie Oberkommandierender der Luftstreitkräfte des Alliierten NATO-Kommandos Ärmelkanal (Commander Maritime Air, Eastern Atlantic Area & Air Commander in Chief, Allied Command Channel). Er wurde am 1. Juli 1959 zum Generalleutnant (Air Marshal) befördert und war zwischen 1959 und 1961 erneut Vizepräsident des Royal Institute of Navigation. Für eine NATO-Hymne schlug er 1960 eine kombinierte Hymnik aller 15 damaligen Mitgliedsstaaten vor. Am 20. Dezember 1960 wurde ihm das Großkreuz des Ordens des Infanten Dom Henrique verliehen. Am 7. September 1962 trat er in den Ruhestand.
Sir Charles Edward Chilton, der auch Fellow des Royal Institute of Navigation (FRIN) war, fungierte zwischen 1963 und 1965 zum dritten Mal als Vizepräsident dieses Instituts. Darüber hinaus trat er nach seinem Ausscheiden aus dem Militärdienst in die Wirtschaft und war von 1963 bis 1978 Berater und Direktor von IBM Rentals. Er wurde dadurch auch Fellow des Institute of Directors (FInstD). Daneben engagierte sich als Präsident des RAF Rowing Club, als Vizeadmiral und Ehrenmitglied der RAF Sailing Association sowie als Ehren-Vizepräsident der RAF Swimming Association und blieb damit auch im Ruhestand der Royal Air Force durch diese Organisationen verbunden. 1980 wurde ihm des Weiteren der Orden Polonia Restituta verliehen. Er war zwei Mal verheiratet, und zwar von 1929 bis zu deren Tode 1963 mit Betty Ursula Wrinch sowie zwischen 1964 und seinem Tode 1992 mit Joyce Fenwick Cornforth.